# Olivia Cooke
Pour les articles homonymes, voir Cooke.
Olivia Cooke est une actrice britannique née le 27 décembre 1993 à Oldham, Grand Manchester, Angleterre.
Elle se fait connaître, du grand public, grâce à la série télévisée Bates Motel (2013-2017) et effectue, dans le même temps, des débuts remarqués sur grand écran avec des longs métrages comme Les Âmes silencieuses, This Is Not a Love Story et Katie Says Goodbye.
En 2018, forte d'une nouvelle notoriété, elle tourne son premier blockbuster pour Ready Player One, un long métrage de science-fiction réalisé par Steven Spielberg.
Depuis 2022, elle incarne la version adulte du personnage d'Alicent Hightower dans la série préquelle de Games of Thrones, House of the Dragon, qui lui vaudra de nombreuses salutations par la critique.

## Biographie
Olivia Kate Cooke est née le 27 décembre 1993 à Oldham, Grand Manchester, Angleterre.

### Vie privée
Elle a été en couple avec l'acteur Christopher Abbott de 2015 à 2019. Elle a ensuite fréquenté l'acteur Ben Hardy jusqu'en 2020.
Elle est désormais en couple avec Jacob Ifan.

## Carrière

### Débuts
Elle fait ses armes à l’école de théâtre d'Oldham avant de décrocher un rôle, en 2012, dans la mini-série de la BBC The Secret of Crickley Hall avec Maisie Williams. Elle y joue le professeur des orphelins de la ville. Dans le même temps, l'actrice interprète la fille d’un homme politique soupçonné de meurtre dans le thriller Blackout sur Los Angeles (en).

### Révélation

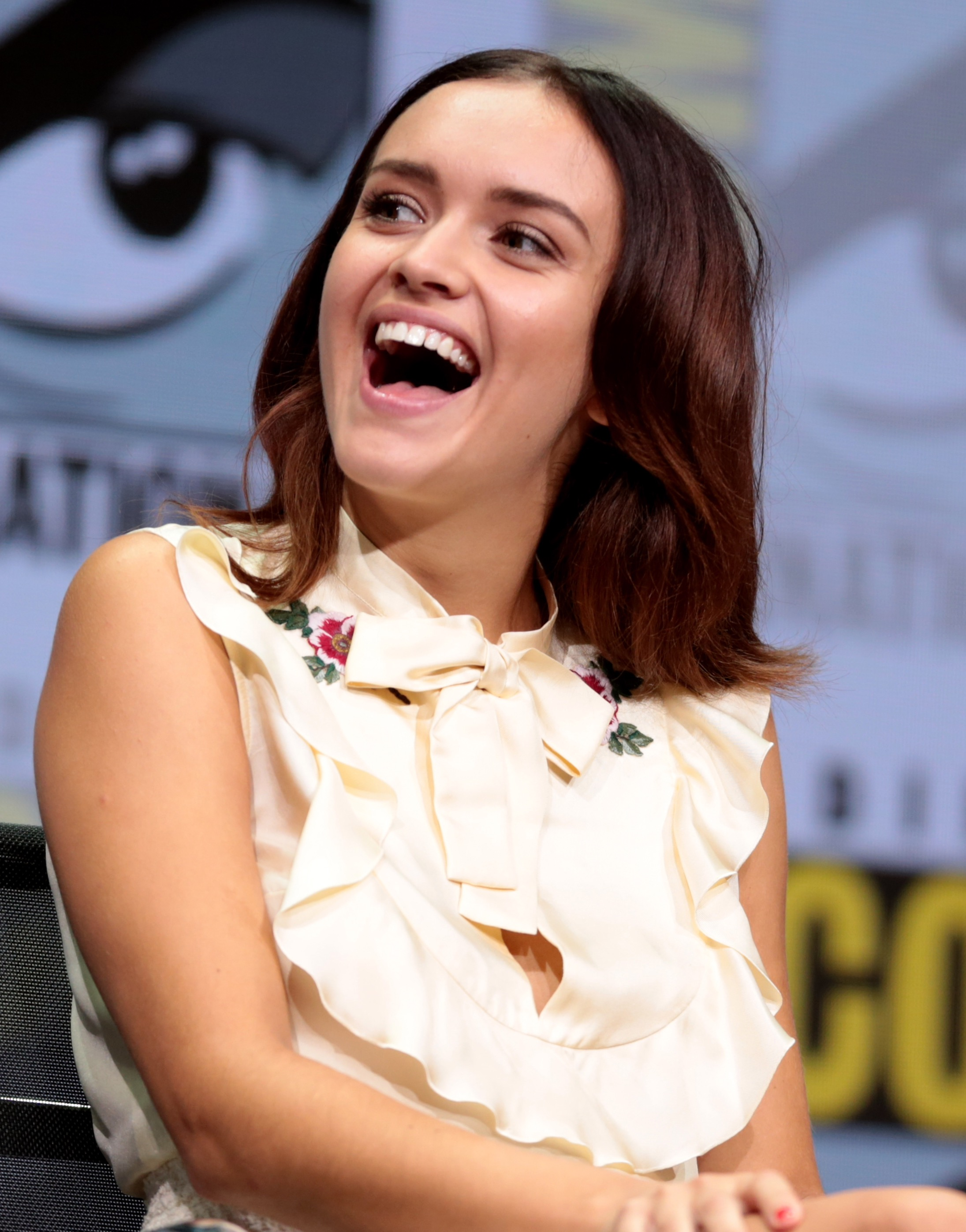
Lors du Comic-Con de San Diego, en 2017, pour la présentation de Ready Player One.

En 2013, elle fait son entrée dans l’adaptation télévisée de Psychose, Bates Motel. Dans la peau d’Emma Decody, elle est la meilleure amie, atteinte de la mucoviscidose, de Norman Bates. Porté par Vera Farmiga et Freddie Highmore, le programme de la chaîne A&E revisite la jeunesse de l’énigmatique et sombre personnage du célèbre film d'Alfred Hitchcock.
En parallèle, la jeune femme se retrouve prise au piège dans The Signal avec Laurence Fishburne, sorti en 2014.
En 2015, la jeune femme s'éloigne de la science-fiction et de l'horreur pour jouer dans la comédie dramatique This Is Not a Love Story d'Alfonso Gomez-Rejon, très remarquée au festival du film de Sundance 2015. Elle y incarne Rachel, une lycéenne atteinte de leucémie.
La même année, elle incarne Katie dans Katie Says Goodbye de Wayne Roberts, aux côtés de Christopher Abbott. Présenté au festival du cinéma américain de Deauville 2017, Katie Says Goodbye est l'un des films les plus subversifs de la compétition et lui vaut ses premières récompenses.
En 2016, elle interprète Lizzie Cree dans Golem, le tueur de Londres, un thriller à l'époque de l'Angleterre victorienne. L'année d'après, qui coïncide avec la fin de Bates Motel, elle porte le drame indépendant plébiscité par la critique Thoroughbreds aux côtés d'Anya Taylor-Joy.
En 2018, elle retourne à la science-fiction avec Ready Player One de Steven Spielberg, l'adaptation cinématographique du roman d'Ernest Cline paru en 2011. Elle y interprète Samantha et son avatar dans l'OASIS, Art3mis. Grâce à cette production, elle se retrouve nommée lors de cérémonies de remises de prix populaires comme les MTV Movie & TV Awards et les Teen Choice Awards.
Elle confirme ainsi une percée cinématographique progressive sans en délaisser pour autant le petit écran. Elle est, en effet, en tête d'affiche de la mini-série dramatique La Foire aux vanités, une adaptation du roman de 1848 du romancier britannique William Makepeace Thackeray. En fin d'année, elle fait partie de la distribution réunie par Dan Fogelman pour le drame Life Itself. Elle y incarne le premier rôle féminin aux côtés d'acteurs tels que Samuel L. Jackson, Annette Bening, Oscar Isaac et Olivia Wilde.
Il est ensuite révélé en décembre 2020 que l'actrice a été retenue pour le rôle d'Alicent Hightower dans le spin-off de Game of Thrones, House of the Dragon, dont le tournage de la première saison s'est effectué en 2021 dans les îles britanniques. La première saison est diffusée à partir d'août 2022 sur HBO. Elle y joue la version adulte de la reine consort Alicent Hightower.

## Filmographie

### Cinéma

#### Longs métrages
- 2014 : The Signal de William Eubank : Haley Peterson
- 2014 : Ouija de Stiles White : Laine Morris
- 2014 : Les Âmes silencieuses (The Quiet Ones) de John Pogue : Jane Harper
- 2015 : This Is Not a Love Story d'Alfonso Gomez-Rejon : Rachel
- 2016 : Katie Says Goodbye de Wayne Roberts : Katie
- 2016 : Golem, le tueur de Londres (The Limehouse Golem) de Juan Carlos Medina : Lizzie Cree
- 2018 : Pur-sang (Thoroughbreds) de Cory Finley : Amanda
- 2018 : Ready Player One de Steven Spielberg : Samantha Cook / Art3mis
- 2018 : Seule la vie... (Life Itself) de Dan Fogelman : Dylan Dempsey
- 2019 : Sound of Metal de Darius Marder : Lou
- 2020 : Pixie de Barnaby Thompson : Pixie O'Brien
- 2021 : Si je t'oublie... je t'aime (Little Fish) de Chad Hartigan : Emma Ryerson
- 2021 : Une singularité nue de Chase Palmer : Lea
- 2023 : La Fureur d'une mère (The Good mother) de Miles Joris-Peyrafitte : Paige

#### Courts métrages
- 2014 : Ruby's Skin de Claire Tailyour : Ruby
- 2017 : Follow the Roses de Jen Steele : Angie

### Télévision

#### Séries télévisées
- 2012 : The Secret of Crickley Hall[3] : Nancy Linnet
- 2012 : Blackout : Meg Demoys
- 2013 - 2017 : Bates Motel : Emma Decody
- 2015 : Axe Cop : Le monstre du Loch Ness (voix)
- 2018 : La Foire aux vanités (Vanity Fair) : Becky Sharp
- 2019 : Modern Love : Karla
- 2022 : Slow Horses : Sidonie "Sid" Baker
- 2022 - présent : House of the Dragon : Alicent Hightower

## Distinctions

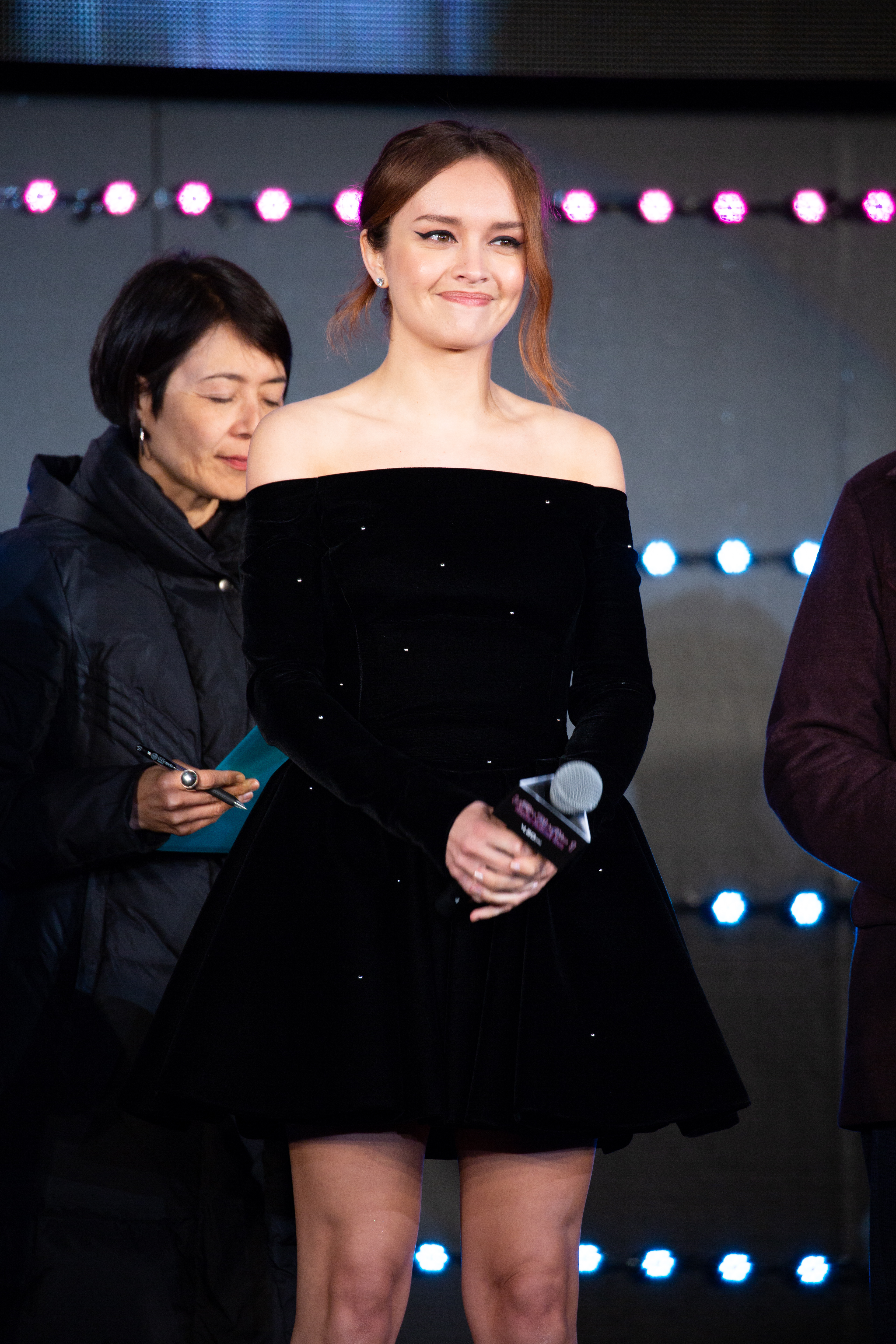
L'actrice à la première mondiale de Ready Player One au Japon, en avril 2018.

Sauf indication contraire ou complémentaire, les informations mentionnées dans cette section proviennent de la base de données IMDb.

### Récompenses
- Manchester International Film Festival 2017 : Meilleure actrice pour Katie Says Goodbye
- Newport Beach Film Festival 2017 : Meilleure actrice pour Katie Says Goodbye

### Nominations
- Fangoria Chainsaw Awards 2015 : Meilleure actrice dans un second rôle pour Les âmes silencieuses
- San Diego Film Critics Society Awards 2015 : Meilleure actrice dans un second rôle pour Les âmes silencieuses
- Women's Image Network Awards 2015 : Meilleure actrice pour Katie Says Goodbye
- Empire Awards 2016 : Meilleure révélation féminine pour This is not a love story
- Online Film & Television Association 2016 : Meilleure révélation féminine pour This is not a love story
- International Online Cinema Awards 2018 : meilleure actrice pour Thoroughbreds
- MTV Movie & TV Awards 2018 :
  - meilleure distribution pour Ready Player One
  - meilleur baiser pour Ready Player One
- Teen Choice Awards 2018 :
  - meilleure actrice dans un film de science fiction pour Ready Player One
  - revelation de l’année pour Ready Player One

## Voix francophones
En version française, Olivia Cooke est doublée par Léopoldine Serre dans Bates Motel, Ready Player One, La Foire aux vanités et Seule la vie....
En parallèle, elle est notamment doublée à quatre reprises par Julia Boutteville dans This Is Not a Love Story, Golem, le tueur de Londres, Modern Love et Naked Singularity, ainsi qu'à titre exceptionnel par Barbara Probst dans The Signal, Sophie Frison dans Ouija, Marie Chevalot dans House of the Dragon et Flora Brunier dans Slow Horses.
En version québécoise, Kim Jalabert la double dans Ouija et Pur-sang, tandis que Catherine Brunet est sa voix dans Les Âmes silencieuses.